# Junior Spivey
Ernest Lee Spivey, Jr. (Oklahoma City, 28 de Janeiro de 1975) é um jogador de beisebol norte-americano.